# Ahuatepec, Los Reyes
Ahuatepec är en ort i Mexiko.   Den ligger i kommunen Los Reyes och delstaten Veracruz, i den sydöstra delen av landet, 240 km öster om huvudstaden Mexico City. Ahuatepec ligger 1 570 meter över havet och antalet invånare är 491.
Terrängen runt Ahuatepec är kuperad åt nordväst, men åt sydost är den bergig. Runt Ahuatepec är det ganska tätbefolkat, med 155 invånare per kvadratkilometer. Närmaste större samhälle är Zongolica, 2,9 km öster om Ahuatepec. I omgivningarna runt Ahuatepec växer i huvudsak städsegrön lövskog.